# Hassan Shehata
Hassan Shehata (in arabo حسن شحاتة‎?; Kafr el-Dawar, 19 giugno 1949) è un allenatore di calcio ed ex calciatore egiziano.

## Carriera

### Calciatore
Hassan Shehata è cresciuto nelle giovanili dello Zamalek, che ha lasciato nel 1968 per trasferirsi nel Kuwait, dove ha vestito la maglia del Kazma dal 1968 al 1971. Tornato in patria, ha firmato nuovamente per lo Zamalek, con cui ha giocato fino al 1983. Ha anche disputato con la nazionale la Coppa d'Africa nel 1974, 1978 e 1980. Da calciatore ha vinto un titolo nazionale e tre Coppe d'Egitto.

### Allenatore
Dopo il ritiro ha iniziato ad allenare le giovanili dello Zamalek, di cui ha ricoperto anche il ruolo di allenatore in seconda in due occasioni (1986 e 1996). Ha allenato varie squadre egiziane, spostandosi anche nei campionati sudanese e omanita. Ha ottenuto tre promozioni nella massima serie del campionato egiziano, con Menia, Sharqeya e Suez. Con l'Al-Mokawloon ha vinto una Coppa e una Supercoppa d'Egitto.
Dal 2004 al 2011 ha allenato la nazionale egiziana, con cui ha vinto tre Coppe d'Africa (2006, 2008 e 2010). È divenuto il secondo commissario tecnico  a vincere tre Coppe d'Africa dopo l'ex CT del Ghana Charles Gyamfi e il primo a vincerne tre di fila. Nel 2008 fu eletto Allenatore africano dell'anno dalla CAF.

## Palmarès

### Giocatore

#### Club
- Coppe d'Egitto: 3

Zamalek: 1974-1975, 1976-1977, 1978-1979
- Campionato egiziano: 1

Zamalek: 1977-1978

#### Individuale
- Capocannoniere del campionato egiziano: 1

1979-1980 (14 gol)

### Allenatore

#### Club
- UAE President Cup: 1

Al-Wasl: 1987
- Campionato emiratino: 1

Al-Wasl: 1988
- Coppa d'Egitto: 1

Al-Mokawloon: 2003-2004
- Supercoppa d'Egitto: 1

Al-Mokawloon: 2004

#### Nazionale
- Coppa d'Africa: 3  (record condiviso con Charles Kumi Gyamfi)

Egitto: 2006, 2008, 2010